# Philodendron dioscoreoides
Philodendron dioscoreoides är en kallaväxtart som beskrevs av Henry Allan Gleason. Philodendron dioscoreoides ingår i släktet Philodendron och familjen kallaväxter. Inga underarter finns listade.